# Horst Kracht
Horst Kracht (* 12. März 1930; † 4. März 2017) war ein deutscher Fußballtrainer.

## Leben
Kracht verließ im Alter von 13 Jahren die Schule und durchlief eine kaufmännische Lehre, er wurde beruflich im Personal- und Rechnungswesen tätig und arbeitete in diesem Bereich lange für eine Reederei.
Als Spieler war Kracht, der als Mittelläufer und in der Abwehr eingesetzt wurde, ab 1940 Mitglied des SV St. Georg, später lief er für den Eimsbütteler TV auf. Ab 1956 spielte er für die Herrenmannschaft des SC Victoria Hamburg, mit der er 1960 die Hamburger Meisterschaft errang. Er spielte fünf Jahre für Victoria, weitere Vereine als Spieler waren HSV Barmbek-Uhlenhorst und SV West-Eimsbüttel. Als Seniorenfußballer stand er noch mit mehr als 80 Jahren auf dem Platz.
1983 trat Kracht das Traineramt beim SC Urania Hamburg an. Die Tätigkeit beendete er nach der Saison 1984/85. Ab 1985 war er Trainer des SC Sperber Hamburg in der Verbandsliga und blieb bis zum Saisonende 1985/86 im Amt. 1987 wechselte er innerhalb der Spielklasse zum Meiendorfer SV, führte die Mannschaft in der Saison 1987/88 als Trainer zum Gewinn des Hamburger Meistertitels sowie zum Triumph im Hamburger Pokalwettbewerb. In der Oberliga-Aufstiegsrunde in Mai und Juni 1988 blieb Kracht mit Meiendorf blass und gewann lediglich eines von sechs Spielen. Zum Saisonende 1989/90 erhielt er in Meiendorf die Kündigung. Anfang September 1990 übernahm er das Traineramt beim HSV Barmbek-Uhlenhorst. Seine Fähigkeiten als Trainer fanden Ausdruck im Ausspruch „Wenn es einer macht, dann Horst Kracht.“ Mit Beginn des Spieljahres 1995/96 betreute er Barmbek-Uhlenhorst gemeinsam mit Matthias Ehlert, wobei Kracht fortan eher im Hintergrund tätig war.
Im Alter von 67 Jahren zog er sich beim HSV Barmbek-Uhlenhorst aus dem Trainergeschäft zurück. Anschließend wurde er 1997 sportlicher Berater des SC Victoria, den er früher ebenfalls trainiert hatte. Kracht arbeitete im Amt des sportlichen Beraters lange mit Trainer Bert Ehm zusammen und trug zum Gewinn der Meistertitel in der Verbandsliga Hamburg 2007, 2008, 2009, 2010 sowie den Hamburger Pokalsiegen 2007 und 2010 bei, wodurch Victoria jeweils im DFB-Pokal vertreten war.
Kracht wurde im Hamburger Fußball als Urgestein und „eine der größten Figuren im Amateurbereich der Stadt“ bezeichnet. Er sei „schon zu Lebzeiten eine Legende“ gewesen, schrieb das Hamburger Abendblatt in einem Nachruf. Kracht wird gemeinsam mit Ehm und Eugen Igel zu den großen Trainerpersönlichkeiten des Amateurfußballs in der Hansestadt gezählt. Von Kracht stammt der Spruch: „Ich bin kein guter Trainer, denn ich bin noch nie abgestiegen“. Kracht war eng mit Rolf Mares befreundet und ein Theaterliebhaber. Kracht lebte lange in Hamburg-Winterhude und zuletzt in einem Pflegeheim in Hamburg-Poppenbüttel.